# Кажоби
Кажоби (порт. Cajobi) — муниципалитет в Бразилии, входит в штат Сан-Паулу. Составная часть мезорегиона Сан-Жозе-ду-Риу-Прету. Входит в экономико-статистический микрорегион Катандува. Население составляет 9483 человека на 2006 год. Занимает площадь 176,786 км². Плотность населения — 53,6 чел./км².
Праздник города — 13 мая.

## Статистика
- Валовой внутренний продукт на 2003 составляет 219 944 516,00 реалов (данные: Бразильский институт географии и статистики).
- Валовой внутренний продукт на душу населения на 2003 составляет 23 546,14 реала (данные: Бразильский институт географии и статистики).
- Индекс развития человеческого потенциала на 2000 составляет 0,775 (данные: Программа развития ООН).

## География
Климат местности: субтропический. В соответствии с классификацией Кёппена, климат относится к категории Cfb.